# Sedan (autotype)

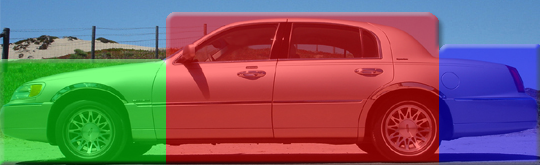
De 3 compartimenten van een sedan:
- de motorruimte (groen)
- de zitruimte (rood)
- de kofferbak (blauw)

Een sedan, ook wel berline genoemd, is een carrosserievorm voor een auto met vier portieren en een kofferdeksel waarbij de bagageruimte ofwel de kofferbak meestal niet via het bestuurdersgedeelte bereikt kan worden. De bagageruimte is een afzonderlijke afgesloten kofferbak. Veel automerken bieden echter ook een in delen neerklapbare achterbank. Zodoende wordt toch de bagageruimte van binnenuit bereikbaar.
Een auto met twee portieren en een kofferdeksel wordt coach genoemd. De meeste autofabrikanten geven echter onterecht de benaming coupé aan deze auto.

## Populariteit
Bijna alle automerken hebben wel een sedan in hun leveringsprogramma. Sedans kunnen in vrijwel alle autoklassen voorkomen, hoewel de hogere segmenten vaker een sedan te bieden hebben. Auto's in de topklasse zijn vrijwel altijd een sedan. Ook in de hogere middenklasse en middenklasse zijn sedans langere tijd geliefd geweest, maar deze populariteit neemt af ten gunste van met name de stationwagen, die veel meer bagageruimte en flexibiliteit biedt bij dezelfde lengte en breedte, en de hatchback. In de compacte middenklasse zijn sedans vooral in Nederland en België weinig populair, terwijl in andere landen een compacte sedan wel goed verkoopt. In de economyklasse komen in Europa vrijwel geen sedans meer voor. In gebieden zoals Zuid-Amerika zijn deze auto's wel verkrijgbaar.